# 鹿鳴館
鹿鳴館（日语：／ Rokumeikan */?），是明治時代日本華族接待外國國賓的宴會場所，名称源自《诗经·小雅·鹿鸣》中的“呦呦鹿鸣”，位於現今東京都千代田區内幸町。

## 历史
本館由英國建築師喬賽亞·康德（Josiah Conder）設計，建成於1883年，當時日本甫開始認識與崇敬西方，正盛行歐化主義，目的就是要以歐洲為範本，因此大肆建築洋樓，把日本轉變成現代文明國家，這將有利於不平等條約重新談判。以鹿鳴館為中心的親歐美外交政策被稱為鹿鳴館外交，而明治10年左右的時期也被稱「鹿鳴館時代」。
不過到明治後半期日本本土改革已經有所起色，因日本內民族主義與保守派反對過分歐化主義，而鹿鳴館外交於1887年，也因井上馨過份屈節而被逼辭職宣告失敗，不過隨著實際上的國力提升，不平等條約不久後果真在1899年最終取消，此後實務上歐式鹿鳴館的重要性確實是日漸減少的。鹿鳴館在1890年被出售給日本的貴族，另外與當時很多西式建築一樣，未有加以考量耐震的問題，故水土不服而在1894年明治東京地震中嚴重破壞，1897年後成為華族會館，退出政治舞台。
1940年（昭和15年），以浪費土地不經濟為由被拆毀。1945年設立「鹿鳴館跡」紀念碑。原址現今為日比谷U-1大樓。